# Le Paradis des riches
Pour plus de détails, voir Fiche technique et Distribution.
Le Paradis des riches est un film français de Paul Barge réalisé en 1977 et sorti en 1978.

## Synopsis
Lors d'un voyage organisé par une municipalité, pour égayer la solitude du troisième âge l'été, sept « petits vieux » vont visiter l'aéroport d'Orly et décident de partir un jour pour Tahiti.
Sans le sou, ils s'organisent en cohabitant dans le même appartement, et volent dans les magasins pour financer leur futur périple tropical. Mais un détective privé est sur leur piste, engagé par les commerçants du quartier, las de ces larcins à répétition. La « bande » le fait disparaître et décide de partir à Tahiti...

## Fiche technique
- Réalisateur : Paul Barge
- Scénario : Paul Barge
- Producteurs : Paul Barge, Gérard Chevallier
- Directeur de production : Patrick Desmaretz
- Directeurs de la photographie : Jean-Noël Ferragut, Bernard Malaisy
- Ingénieur du son : Yves Osmu
- Musique : Lucien Rosengart
- Décorateur : Loula Morin
- Monteur : Guy Lallart
- Conseiller technique : Paul Vecchiali

## Distribution
- Raymond Bussières : René
- Marcel Dalio : Mathieu
- Germaine Delbat : Lucile
- Lucien Hubert : Jean
- Lila Kedrova : Camille Chevallier
- Alexandre Rignault : Victor
- Andrée Tainsy : Albertine
- Georges Aubert : le vieux
- Jacques Zanetti : le jeune détective
- Sacha Briquet : commerçant
- Joseph Falcucci : un accompagnateur
- Alain Floret : un accompagnateur
- Alain Janey
- Michel Melki
- Michel Duplaix